# Magnotillus nodulosus
Magnotillus nodulosus is een keversoort uit de familie mierkevers (Cleridae). De wetenschappelijke naam van de soort is voor het eerst geldig gepubliceerd in 1936 door Pic.